# Relações entre Cazaquistão e Quirguistão
As relações entre Cazaquistão e Quirguistão são muito fortes, já que o Quirguistão e Cazaquistão são muito próximos em termos de língua, cultura e religião. Os laços diplomáticos entre as duas nações sempre estiveram num nível muito elevado, e a unificação formal, e econômica de ambos são recebidos com forte valorização por ambas as nações, pois os dois compartilham muito em comum. Em 26 de abril de 2007, os presidentes do Cazaquistão e Quirguistão assinaram um acordo para criar um "Conselho Internacional Supremo" entre os dois estados. Este evento histórico ocorreu durante uma visita oficial do presidente do Cazaquistão à capital quirguiz, Bisqueque.
O investimento direto do Cazaquistão na economia do Quirguistão foi rapidamente ganhando ritmo desde o início dos anos 2000. Presença econômica do Cazaquistão é sentida em todo o norte quirguiz, dos bancos às pequenas empresas. Para a maioria, os quirguizes estão acolhendo estas tendências como ambos os países compartilham uma cultura e tradições semelhantes. Durante os últimos cinco anos, o Cazaquistão investiu cerca de 400 milhões de dólares no Quirguistão e é considerado o maior investidor estrangeiro. Cerca de 33% das ações de bancos quirguizes pertencem a investidores cazaques. Há cerca de 2.000 empresas funcionando no Quirguistão, e 500 pertencem a empresários do Cazaquistão.
O Cazaquistão é extremamente importante para o norte do Quirguistão. A cidade de Talas, no noroeste do Quirguistão, recebe quase todos os seus serviços através da cidade de Taraz, na fronteira do Cazaquistão.
O comprimento da fronteira comum é de cerca de 1.241 quilômetros. Embora o acordo de fronteiras tenha sido assinado em 2001, o Cazaquistão ratificou o acordo em 2003, e o Quirguistão  fez o mesmo em 2008. O acordo fez com que moradores de aldeias fronteiriças do Quirguistão, que em 2002 protagonizaram uma marcha de protesto em massa que terminou em confrontos com a polícia e autoridades, reivindicassem áreas controversas no trato, que foram divididas por este acordo (625 hectares ao Cazaquistão e 1.136,6 hectares ao Quirguistão). Em 2013, os moradores novamente protestaram contra a transferência de terras cazaques e bloquearam as fontes de canal de água para as regiões de fronteira do Cazaquistão. O conflito já foi resolvido por conversações entre os dois primeiros-ministros.